# Richard Nagy
Richard Nagy (Želiezovce, 26 de novembro de 1989) é um maratonista aquático eslovaco.

## Carreira

### Rio 2016
Nagy competiu nos 10 km da maratona aquática ficando na 20º colocação. Nos 1500 metros livre em piscina, finalizou em 34º lugar nas eliminatórias e não avançou para a final.